# Wereldkampioenschap voetbal 2018 (Groep E) Servië - Zwitserland
Dit artikel gaat over de wedstrijd in de groepsfase in groep E tussen Servië en Zwitserland die gespeeld werd op vrijdag 22 juni 2018 tijdens het wereldkampioenschap voetbal 2018. Het duel was de zesentwintigste wedstrijd van het toernooi.

## Voorafgaand aan de wedstrijd
- Servië stond bij aanvang van het toernooi op de vierendertigste plaats van de FIFA-wereldranglijst.[1]
- Zwitserland stond bij aanvang van het toernooi op de zesde plaats van de FIFA-wereldranglijst.[2]
- Deze confrontatie tussen de nationale elftallen van Servië en Zwitserland was de eerste in de historie.[3]
- Het duel vond plaats in het Stadion Kaliningrad in Kaliningrad. Dit stadion werd in 2017 geopend en kan 35.212 toeschouwers herbergen.

## Wedstrijdgegevens[4]
| Datum                | 22 juni 2018                                                                                   | 22 juni 2018                                                                                   |
| Wedstrijdnummer      | 26                                                                                             | 26                                                                                             |
| Stadion              | Stadion Kaliningrad, Kaliningrad                                                               | Stadion Kaliningrad, Kaliningrad                                                               |
| Toeschouwers         | 33.167                                                                                         | 33.167                                                                                         |
| Scheidsrechter       | Felix Brych                                                                                    | Felix Brych                                                                                    |
| Assistenten          | Mark Borsch Stefan Lupp                                                                        | Mark Borsch Stefan Lupp                                                                        |
| Vierde official      | Nawaf Shukralla                                                                                | Nawaf Shukralla                                                                                |
| Videoscheidsrechters | Felix Zwayer Carlos Astroza (assistent) Bastian Dankert (assistent) Clément Turpin (assistent) | Felix Zwayer Carlos Astroza (assistent) Bastian Dankert (assistent) Clément Turpin (assistent) |
| Man van de wedstrijd | Xherdan Shaqiri                                                                                | Xherdan Shaqiri                                                                                |
|                      | Servië                                                                                         | Zwitserland                                                                                    |
| Doelpunten           | 1                                                                                              | 2                                                                                              |
| Gele kaarten         | 4                                                                                              | 1                                                                                              |
| Rode kaarten         | 0                                                                                              | 0                                                                                              |
| Wissels              | 2                                                                                              | 3                                                                                              |
| Schoten op doel      | 3                                                                                              | 5                                                                                              |
| Schoten naast doel   | 7                                                                                              | 8                                                                                              |
| Overtredingen        | 17                                                                                             | 12                                                                                             |
| Hoekschoppen         | 3                                                                                              | 7                                                                                              |
| Buitenspel           | 0                                                                                              | 3                                                                                              |
| Balbezit (%)         | 42                                                                                             | 58                                                                                             |

| Servië | 1 – 2           | Zwitserland |
| (Dušan Tadić) Aleksandar Mitrović 5' | goals (assists) | 52' Granit Xhaka 90' Xherdan Shaqiri (Mario Gavranović) |
| Mladen Krstajić | bondscoach      | Vladimir Petković |
| Vladimir Stojković Branislav Ivanović Nikola Milenković Duško Tošić Aleksandar Kolarov Nemanja Matić Luka Milivojević 81' Dušan Tadić Sergej Milinković-Savić Filip Kostić 64' Aleksandar Mitrović | opstellingen    | Yann Sommer Stephan Lichtsteiner Fabian Schär Manuel Akanji Ricardo Rodríguez Valon Behrami Granit Xhaka Xherdan Shaqiri 73' Blerim Džemaili 90+4' Steven Zuber 46' Haris Seferović |
| Adem Ljajić 64' Nemanja Radonjić 81' | wissels         | 46' Mario Gavranović 73' Breel Embolo 90+4' Josip Drmić |
| Sergej Milinković-Savić 34' Luka Milivojević 39' Nemanja Matić 45+2' Aleksandar Mitrović 87' | gele kaarten    | 90+1' Xherdan Shaqiri |
| | rode kaarten    | |